# Club Atlético River Plate 1913
Questa voce raccoglie le informazioni riguardanti il Club Atlético River Plate nelle competizioni ufficiali della stagione 1913.

## Stagione
La Copa Campeonato, strutturata per fasi a gironi, vide il River primeggiare nella fase di qualificazione; vinse il primo Superclásico, giocando fuori casa. Qualificatosi per il Gruppo A della seconda fase, giunse a pari punti con il Racing, e perse lo spareggio del 21 dicembre per 3-0, non riuscendo pertanto a qualificarsi per la finale.

## Maglie e sponsor
| Casa |

## Rosa
| N. |                      | Ruolo | Calciatore          |
| -- | -------------------- | ----- | ------------------- |
|    | Argentina (bandiera) | P     | Domingo De Ambrosio |
|    | Argentina (bandiera) | P     | Carlos Ísola        |
|    | Argentina (bandiera) | D     | Pedro Calneggia     |
|    | Argentina (bandiera) | D     | Arturo Chiappe      |
|    | Argentina (bandiera) | D     | Federico Gómez      |
|    | Argentina (bandiera) | D     | Francisco Priano    |
|    | Argentina (bandiera) | C     | A. Aroldi           |
|    | Argentina (bandiera) | C     | Cándido García      |
|    | Argentina (bandiera) | C     | Agustín Lanata      |
|    | Argentina (bandiera) | C     | Atilio Peruzzi      |
|    | Argentina (bandiera) | C     | Heriberto Simmons   |

| N. |                      | Ruolo | Calciatore            |
| -- | -------------------- | ----- | --------------------- |
|    | Argentina (bandiera) | A     | Antonio Ameal Pereyra |
|    | Argentina (bandiera) | A     | Adrián Bergogne       |
|    | Argentina (bandiera) | A     | J. Broggi             |
|    | Argentina (bandiera) | A     | Zoilo Canaveri        |
|    | Argentina (bandiera) | A     | E. Consiglieri        |
|    | Argentina (bandiera) | A     | A. Destéfano          |
|    | Argentina (bandiera) | A     | Roberto Fraga Patrao  |
|    | Argentina (bandiera) | A     | Luis Galeano          |
|    | Argentina (bandiera) | A     | Alberto Panney        |
|    | Argentina (bandiera) | A     | Ricardo Pensa         |
|    | Argentina (bandiera) | A     | Fernando Roldán       |

## Statistiche

### Statistiche di squadra
| Competizione    | Punti | Totale | Totale | Totale | Totale | Totale | Totale | DR  |
| Competizione    | Punti | G      | V      | N      | P      | Gf     | Gs     | DR  |
| --------------- | ----- | ------ | ------ | ------ | ------ | ------ | ------ | --- |
| Copa Campeonato | 24+31 | 14+18  | 10+13  | 4+5    | 0      | 30+36  | 7+9    | +50 |
| Totale          | -     |        |        |        |        |        |        | -   |